# Lewis Wilson

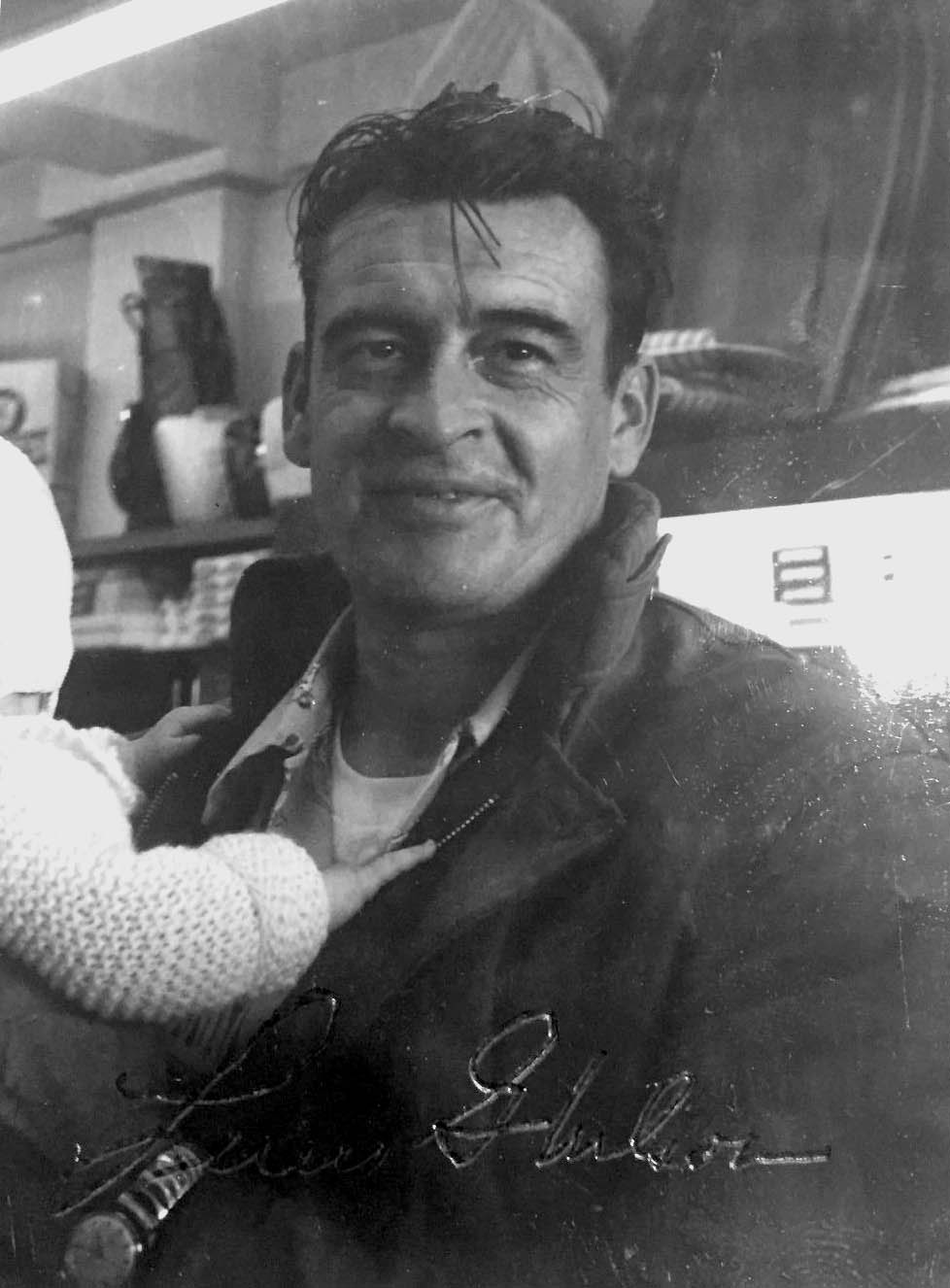
Lewis Wilson, 1943

Lewis Gilbert Wilson (* 28. Januar 1920 in New York City; † 9. August 2000 in San Francisco, Kalifornien) war ein US-amerikanischer Schauspieler.

## Leben
Lewis G. Wilson ist ein Absolvent der Worcester Academy in Worcester, Massachusetts, wo bereits sein Vater und Großvater ihren Abschluss machten. Während des Zweiten Weltkrieges und nur vier Jahre nach dem Erscheinen des ersten Comics im Mai 1939 begann Columbia Pictures eine Serie über Batman zu drehen. Im Alter von 23 Jahren wurde Wilson der erste Darsteller Batmans. In 15 Folgen und über 260 Minuten Laufzeit kämpfte er dabei gegen den von J. Carrol Naish gespielten Antagonisten Dr. Daka, welcher mit Hilfe einer Radium betriebenen Energiewaffe normale Bürger in Zombies verwandelte. Als Stuntman von Wilson wirkte dabei Eddie Parker.
Nach Ende des Krieges zog er mit seiner Frau, der Schriftstellerin und Schauspielerin Dana Natol, welche er beim gemeinsamen Schauspielstudium an der Carnegie Hall kennenlernte, nach Kalifornien, wo beide schließlich ein Theaterengagement am Pasadena Playhouse annahmen. Die Ehe wurde bald geschieden und Wilson beendete, nachdem er 1954 zuletzt in einer kleinen Statistenrolle in dem Film-noir Schwaches Alibi spielte, bald seine Schauspielkarriere. Für die Neubesetzung der 1949 produzierten Batmanserie Batman and Robin wurde er durch Robert Lowery ersetzt. Während seine Frau den Filmproduzenten Albert R. Broccoli heiratete und den gemeinsamen Sohn, den späteren Filmproduzenten Michael G. Wilson großzog, arbeitete Wilson bei General Food.

## Filmografie (Auswahl)
- 1943: Redhead from Manhattan
- 1943: Batman und Robin (Batman)
- 1943: There’s Something About a Soldier
- 1944: Pinky und Curly (Once Upon a Time)
- 1951: Wild Women
- 1952: Craig Kennedy, Criminologist (Fernsehserie, 29 Folgen)
- 1954: Schwaches Alibi (Naked Alibi)